# Escut de Surinam
L'escut de Surinam fou adoptat el 25 de novembre de 1975, arran de la proclamació de la independència. És essencialment el mateix que l'aprovat sota l'administració neerlandesa el 8 de desembre de 1959, amb la diferència que aleshores els indis es representaven amb els cabells rossos, com si els duguessin acolorits amb alquena, i en l'escut actual els porten negres. Els antics escuts colonials ja duien el senyal tradicional del vaixell navegant per l'oceà i els dos indis com a suports.
Es tracta d'un escut el·líptic partit. Al primer, d'atzur, un veler d'or vist de proa navegant damunt un peu ondat d'argent i d'atzur de cinc peces; al segon, d'argent, una palma reial de sinople ixent d'un peu ondat també de sinople. Ressaltant sobre el tot, un escussó en forma de losange de sinople, carregat d'una estrella de cinc puntes d'or. Com a suports, dos indis arawaks adossats al natural, armats amb arcs i buiracs de fletxes, amb els tapalls de gules, descansant damunt una cinta de gules amb el lema nacional en llatí: JUSTITIA – PIETAS – FIDES ('Justícia – Pietat – Fe'), escrit en lletres majúscules.
El vaixell de la primera partició simbolitza el passat de Surinam, lloc de destinació del tràfic d'esclaus provinents d'Àfrica, mentre que la palmera de la segona partició al·ludeix al present del país, dominat per la justícia. L'escussó central representa els surinamesos, procedents de tots cinc continents.

## Escuts anteriors

Escut usat entre 1959 i 1975